# Grudusk (gemeente)
De gemeente Grudusk is een landgemeente in het Poolse woiwodschap Mazovië, in powiat Ciechanowski.
De zetel van de gemeente is in Grudusk.
Op 30 juni 2004 telde de gemeente 3927 inwoners.

## Oppervlakte gegevens
In 2002 bedroeg de totale oppervlakte van gemeente Grudusk 96,69 km², waarvan:
- agrarisch gebied: 91%
- bossen: 4%

De gemeente beslaat 9,1% van de totale oppervlakte van de powiat.

## Demografie
Stand op 30 juni 2004:
| Omschrijving                   | Totaal | Totaal | Vrouwen | Vrouwen | Mannen | Mannen |
| ------------------------------ | ------ | ------ | ------- | ------- | ------ | ------ |
| eenheid                        | aantal | %      | aantal  | %       | aantal | %      |
| inwoners                       | 3927   | 100    | 1956    | 49,8    | 1971   | 50,2   |
| bevolkingsdichtheid (inw./km²) | 40,6   | 40,6   | 20,2    | 20,2    | 20,4   | 20,4   |

In 2002 bedroeg het gemiddelde inkomen per inwoner 1363,66 zł.

## Administratieve plaatsen (sołectwo)
Borzuchowo-Daćbogi, Grudusk, Humięcino, Humięcino-Andrychy, Humięcino-Koski, Kołaki Wielkie, Leśniewo Dolne, Leśniewo Górne, Łysakowo, Mierzanowo, Nieborzyn, Przywilcz, Pszczółki Górne, Purzyce-Rozwory, Purzyce-Trojany, Rąbież Gruduski, Sokołowo, Sokólnik, Strzelnia, Stryjewo Wielkie, Wiksin, Wiśniewo, Żarnowo, Zakrzewo Wielkie.

## Overige plaatsen
Dębowo, Grudusk-Brzozowo, Grudusk-Olszak, Humięcino-Klary, Humięcino-Retki, Kołaki Małe, Mierzanowo-Kolonia, Polanka, Pszczółki-Czubaki, Pszczółki-Szerszenie, Zakrzewo Małe.

## Aangrenzende gemeenten
Czernice Borowe, Dzierzgowo, Regimin, Stupsk, Szydłowo